# Jason Lyons
Jason Rodney Lyons (ur. 15 czerwca 1970 w Mildurze) – australijski żużlowiec.

## Życiorys
Brązowy medalista Młodzieżowych Indywidualnych Mistrzostw Australii (Mildura 1991) oraz brązowy medalista Indywidualnych Mistrzostw Świata Juniorów (Coventry, 1991). Pięciokrotny Indywidualny wicemistrz Australii (1993, 1994, 1998, 1999, 2005). Trzykrotny mistrz stanu Wiktoria (1997, 1998, 1999), mistrz stanu Australia Południowa (1999).
Wielokrotnie reprezentował barwy Australii w turniejach o Drużynowe Mistrzostwo Świata i Drużynowy Puchar Świata, dwukrotnie zdobywając złote medale (1999 – DMŚ, 2002 – DPŚ) oraz srebrny medal (2003 – DPŚ).
W 2003 r. był pełnoprawnym uczestnikiem cyklu Grand Prix, zajmując w końcowej klasyfikacji XX miejsce. Oprócz tego dwukrotnie wystąpił w eliminacyjnych turniejach w latach 2000 (jako rezerwowy, w Grand Prix Wielkiej Brytanii) oraz 2002 (jako zawodnik z „dziką kartą, w Grand Prix Australii). Najlepszy indywidualny wynik spośród wszystkich turniejów eliminacyjnych odnotował w swoim debiucie w 2000 r. w Coventry (Grand Prix Wielkiej Brytanii 2000), gdzie zajął IV miejsce.
W rozgrywkach o Drużynowe Mistrzostwo Polski reprezentował kluby Stal Gorzów Wielkopolski (1996), Unia Leszno (1999–2000), Polonia Bydgoszcz (2001), Włókniarz Częstochowa (2002) oraz Polonia Piła (2003), w 2001 r. zdobywając brązowy medal. W lidze brytyjskiej startował w klubach Glasgow Tigers (1990–1991), Belle Vue Aces (1992–2003, 2005), Poole Pirates (2004), Newcastle Diamonds (2004), Mildenhall Fen Tigers (2006) oraz Birmingham Brummies (2007–2009). W rozgrywkach tych dwukrotnie zdobył złote medale (1993, 2004). Był również uczestnikiem rozgrywek ligi szwedzkiej, reprezentując kluby Örnarna Mariestad (1998–2000) oraz Vargarna Norrköping (2001–2005).